# Crauthem
Crauthem (Luxemburgs en Duits: Krautem) is een plaats in de gemeente Roeser en het kanton Esch-sur-Alzette in Luxemburg.
Crauthem telt 1231 inwoners (2001).